# 千葉市立宮野木小学校
千葉市立宮野木小学校（ちばしりつ みやのぎしょうがっこう）は、千葉県千葉市稲毛区宮野木町にある公立小学校。

## 概要
1971年、稲毛区小仲台にある千葉市立園生小学校から分離する形で開校した小学校である。当校が所在する宮野木町のほか、長沼町と園生町の一部を学区としている。

## 沿革
- 1971年（昭和46年）
  - 4月1日 - 園生小学校から分離して開校[2]。
  - 12月10日 - 第1期工事が完了し、現在地へ移転[2]。
- 1972年（昭和47年）
  - 1月20日 - 新校舎落成式を挙行[2]。
  - 8月31日 - 第2期工事が完了[2]。
- 1973年（昭和48年）10月1日 - 体育館を落成[2]。
- 1974年（昭和49年）9月27日 - プールを落成[2]。
- 1976年（昭和51年）3月25日 - 第3期工事が完了[2]。
- 1979年（昭和54年）3月20日 - 第4期工事が完了[2]。
- 1982年（昭和57年）2月21日 - 第2棟工事が完了[2]。
- 1987年（昭和62年）9月20日 - 運動場を整備[2]。
- 2003年（平成15年）4月 - 幼・保・小関連教育推進校に指定[2]。
- 2006年（平成18年）3月 - 普通教室とランチルームを改修[2]。
- 2007年（平成19年）4月 - 特別支援学級を開設[2]。
- 2008年（平成20年）
  - 3月 - ビオトープを設置[2]。
  - 4月 - ボランティア教育推進校に指定[2]。
- 2010年（平成22年）4月 - 仮設校舎を落成[2]。
- 2012年（平成24年）3月 - 仮設校舎増設棟を落成[2]。

## 学校行事
主な行事を掲載。
前期（1学期）
- 4月 - 着任式、始業式、入学式
- 5月 - 運動会
- 6月 - 千葉市音楽発表会（2年生）、校外学習（6年生）
- 7月 - げんきキャンプ（宿泊体験学習）、校外学習（4年生）、夏季休業
- 8月 - 夏季休業
- 10月 - 農山村留学（6年生）、前期終業式、秋季休業

後期（2学期）
- 10月 - 後期始業式、校外学習、千葉市小学校陸上大会（6年生）
- 12月 - 冬季休業
- 1月 - 冬季休業、球技大会
- 2月 - 6年生を送る会
- 3月 - 卒業証書授与式、修了式、離任式

## 施設概要
主な施設を掲載。
- 校舎
  - 鉄筋コンクリート造2階建て
  - 鉄筋コンクリート造2階建て
  - 鉄筋コンクリート造4階建て - 1976年3月2日落成[1]。
- 体育館
- プール
- 校庭

## 学区
- 千葉市稲毛区
  - 宮野木町（一部）
  - 長沼町（一部）
  - 園生町（一部）

出典：

## 進学先の中学校
- 千葉市立緑が丘中学校（千葉市花見川区犢橋町）[3]

## アクセス
- 「宮野木小学校」バス停（京成バス）から徒歩で約1分

## 周辺
- 宮野木中央公園
- 千葉市緑が丘公民館
- 千葉県立千葉北高等学校

## 出身者
- 小川誠一 - サッカー選手
- 和田潤 - サッカー選手
- 村井慎二 - サッカー選手[5]